# Línea del Sabor
La Línea del Sabor (también conocida como Línea de Pocinho a Miranda) es una línea ferroviaria portuguesa de ancho métrico, actualmente cerrada, que unía la estación de Pocinho, en la Línea del Duero, con la estación de Duas Igrejas / Dues Eigreijas, en los alrededores de Miranda do Douro / Miranda de l Douro, en el extremo noreste del país. Aunque se había empezado a planear en 1877, su primer tramo, entre Pocinho y Carviçais, no fue inaugurado hasta 1911, siendo concluida con la llegada a Miranda de Duero en 1938. Fue clausurada en 1988.

## Características
Sus primeros kilómetros son de una rara belleza, que le valieron su aparición en la conocida canción Eu vou a Miranda ver os pauliteiros:
El tren va a subir la sierra, parece que va pero no va a parar, siempre silbando va de tierra en tierra, ahí por donde quiero yo llegar!
El tren va a subir la sierra, parece que va pero no va a caer, siempre silbando va de tierra en tierra, como preguntando donde quiero ir.

## Historia

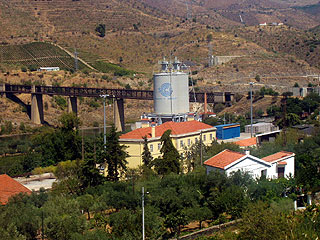
El puente de Pocinho, en la aldea de Pocinho, al inicio de la línea.

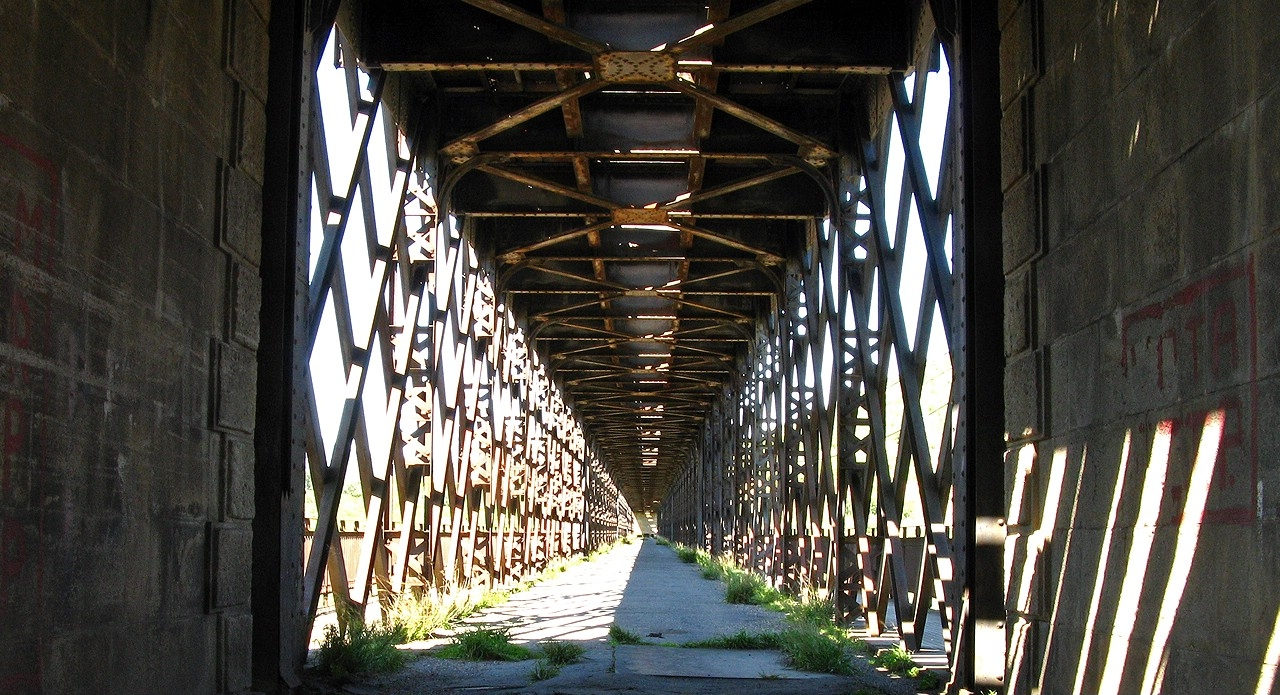
Tablero inferior del puente.

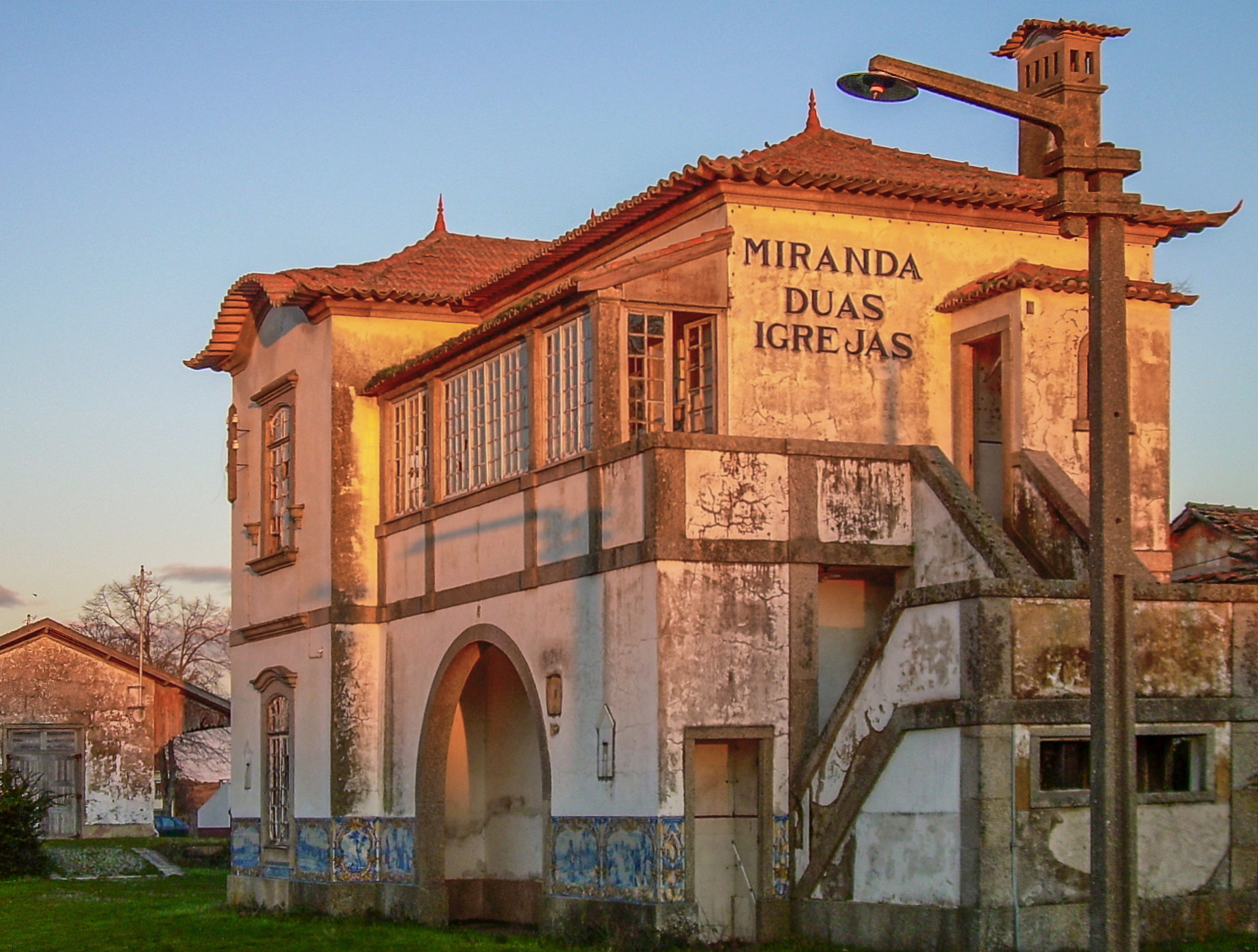
Estación de Duas Igrejas-Miranda, al final de la línea.

### Antecedentes y primeros proyectos
El tramo hasta Pocinho de la Línea del Duero fue abierto el 10 de enero de 1887.
Planeada desde 1877, la construcción de la Línea del Sabor tenía como objetivo apoyar una conexión ferroviaria a la Meseta de Miranda, atravesando los ayuntamientos de Moncorvo, Freixo, Mogadouro, Vimioso y Miranda do Douro, pues esta región poseía una fuerte producción agrícola, principalmente en términos de ganadería, e importantes recursos naturales, destacándo las minas de hierro en Torre de Moncorvo y los depósitos de mármol y alabastro de Santo Adrião, en Vimioso. No obstante, a pesar de su riqueza, esta zona se encontraba muy deficiente en términos de comunicaciones, con la red viaria poco desarrollada; de este modo, a comienzos del siglo XX, la Ruta Real n.º 9, entre la región de la Beira y la frontera con España, pasando por Moncorvo y Mogadouro, también estaba previsto al principio de su construcción, atravesar el Río Duero junto a Pocinho. Por otro lado, la línea también debería servir al tráfico internacional en la provincia de Zamora.
En septiembre de 1878, el ingeniero y estadista Juan Crisóstomo de Abreu y Sousa presentó un informe sobre los ferrocarriles en Portugal, donde preveía la construcción de varias conexiones ferroviarias; entre las líneas proyectadas, se encontraba una entre Miranda do Douro y la orilla del Río Sabor, en la Línea del Duero, para transportar alabastro de Vimioso y los minerales de Reboredo, y que continuaba hacia el Sur hasta Vila Franca das Naves, en la Línea de la Beira Alta.

### Planificación
Cuando el consejero Emídio Navarro pasó por la administración de las Obras Públicas, llevó a cabo un plan de desarrollo del transporte ferroviario en Portugal; en el ámbito de este programa, fueron realizados estudios en las conexiones ferroviarias complementarias en las Líneas del Duero y Miño. En pocos días, fueron creadas varias brigadas, para la realización de los estudios. El análisis de la línea de Pocinho a Miranda fue dirigida por el ingeniero Augusto Luciano Simões de Carvalho, del proyecto de los Caminhos de Ferro do Minho e Douro.
No obstante, en el proyecto de ley de 1887 para la construcción de varios ferrocarriles al Norte del Mondego, esta línea no fue contemplada, debido a su naturaleza complementaria, siendo relegada para un futuro estudio, de este modo, fueron hechos, en 1888, los estudios para el uso de vía ancha, siendo calculado que el coste kilométrico sería de 49:000$000 reales para la primera sección, y de 14:000$000 reales en las siguientes.
Un estudio de los depósitos en Reboredo, realizado por los ingenieros Lourenço Malheiro y Pedro Victor da Costa Sequeira, preveía la construcción de un ferrocarril, que iba a ser bastante importante, no solo por el transporte de mineral, sino también por sus relaciones transfronterizas. En ese momento, fue elaborado un proyecto para la primera sección, de Pocinho a Carviçais, por el ingeniero Manuel F. da Costa Serrão. Esta parte de la línea sería la más difícil y costosa, por la elevada cantidad de obras arquitectónicas necesarias, debido al reducido espacio disponible y a los grandes desniveles a vencer. Debía emplearse vía ancha, con el fin de evitar la necesidad de transbordos en Pocinho, y para permitir una futura conexión internacional. En una monografía publicada en 1890 en la Revista de Obras Públicas, Costa Serrão defendía la prolongación de la línea hasta la región de Zamora, en España.
Sin embargo, con la crisis de 1890, el presupuesto público fue bastante reducido, siendo suspendidas casi todas las obras ferroviarias en el territorio nacional, incluyendo las proyectadas. No obstante, las poblaciones a lo largo de la futura Línea continuaron reclamando su construcción, quejándose de las precarias condiciones en que se encontraban las vías de comunicación.

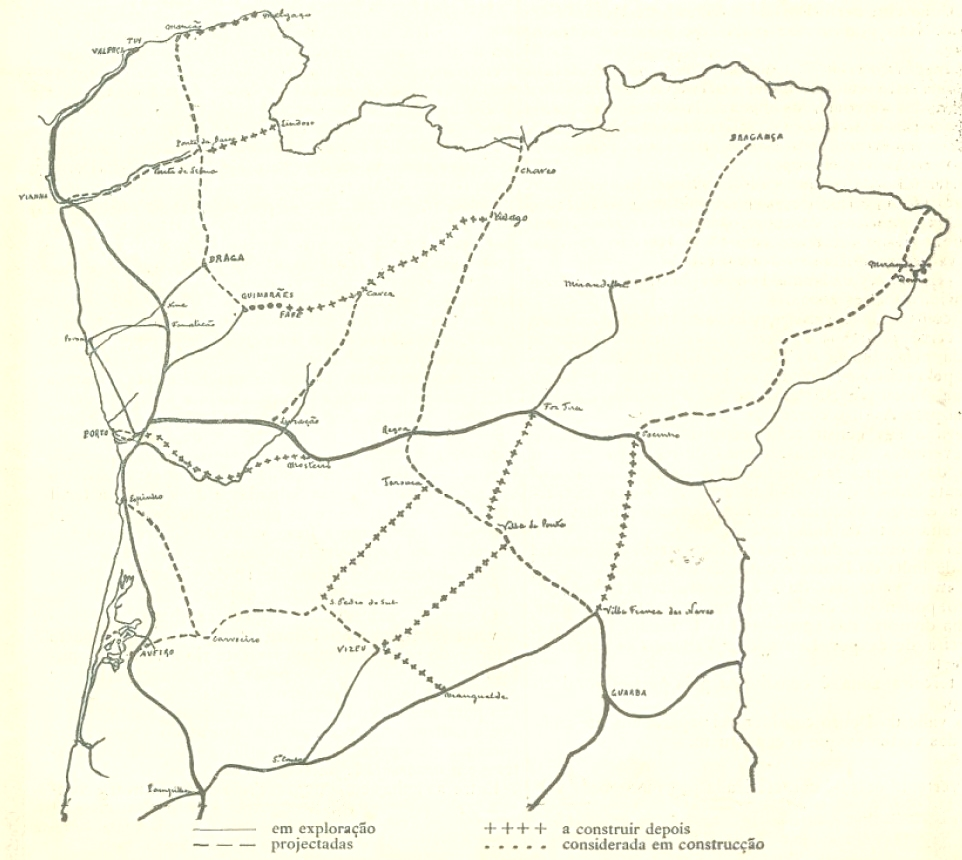
Trayectos proyectados en 1900.

El 6 de octubre de 1898, fue publicado, por orden de Elvino José de Souza y Brito, un decreto, que ordenó el estudio y clasificación de los ferrocarriles que todavía no dispusiesen de un proyecto, al Norte del Río Mondego y al Sur del Río Tajo, con el fin de integrarlos en los planos generales de la red ferroviaria. Uno de los miembros de la comisión técnica responsable de la planificación de las líneas, Simões de Carvalho, consiguió que el proyecto de la línea de Pocinho a Miranda fuese insertada en el plan, con vía ancha. De esta forma, sería facilitada la futura conexión internacional, basada en el estudio de 1890 de Costa Serrão. No obstante, las corporaciones consultivas se mostraron en desacuerdo con el uso de la vía ancha, debido a la extrema dificultad que la construcción iba a ofrecer, y por el hecho de que se consideraba que las previsiones de tráfico eran demasiado optimistas. Por su lado, los militares también defendieron el uso de vía estrecha, debido a la proximidad del trazado en relación con la frontera. Así, el Consejo Superior de Obras Públicas propuso una solución intermedia, que preveía la utilización de vía métrica en todo el recorrido de la Línea, pero con un ramal de ancho ibérico entre Pocinho y las Minas de Reboredo. El paso por el puente de Pocinho sería realizada en vía reducida. La utilización de este tipo de vía, y de curvas de radio reducido, tenían como propósito reducir los costes de construcción. Esta solución fue aceptada, siendo la línea insertada en el Plan de la Red Complementario de las Líneas del Miño y Duero, decretado el 13 de febrero de 1900. En este documento, también se encontraba la referencia a la transversal de Trás-os-Montes, que uniría las Líneas del Sabor, Támega, Corgo, Túa y Basto. Entre tanto, una ley del 14 de julio de 1899 había autorizado el presupuesto de tres millones de reales en la construcción de varias líneas, en las cuales no se encontraba, no obstante, la línea de Pocinho a Miranda, una vez que no se encontraba todavía clasificada, y porque se preveía que su coste iba a ser superior al permitido.
El 6 de octubre de 1898, fue publicado, por orden de Elvino de Brito, un decreto, que ordenó el estudio y clasificación de los ferrocarriles que todavía no dispusiesen de un proyecto, al Norte del Río Mondego y al Sur del Río Tajo, con el fin de integrarlos en los planos generales de la red ferroviaria. Uno de los miembros de la comisión técnica responsable de la planificación de las líneas, Simões de Carvalho, consiguió que el proyecto de la línea de Pocinho a Miranda fuese insertada en el plan, con vía ancha. De esta forma, sería facilitada la futura conexión internacional, basada en el estudio de 1890 de Costa Serrão. No obstante, las corporaciones consultivas se mostraron en desacuerdo con el uso de la vía ancha, debido a la extrema dificultad que la construcción iba a ofrecer, y por el hecho de que se consideraba que las previsiones de tráfico eran demasiado optimistas. Por su lado, los militares también defendieron el uso de vía estrecha, debido a la proximidad del trazado en relación con la frontera. Así, el Consejo Superior de Obras Públicas propuso una solución intermedia, que preveía la utilización de vía métrica en todo el recorrido de la Línea, pero con un ramal de ancho ibérico entre Pocinho y las Minas de Reboredo. El paso por el puente de Pocinho sería realizada en vía reducida. La utilización de este tipo de vía, y de curvas de radio reducido, tenían como propósito reducir los costes de construcción. Esta solución fue aceptada, siendo la línea insertada en el Plan de la Red Complementario de las Líneas del Miño y Duero, decretado el 13 de febrero de 1900. En este documento, también se encontraba la referencia a la transversal de Trás-os-Montes, que uniría las líneas del Sabor, Támega, Corgo, Túa y Basto. Entre tanto, una ley del 14 de julio de 1899 había autorizado el presupuesto de tres millones de reales en la construcción de varias líneas, en las cuales no se encontraba, no obstante, la línea de Pocinho a Miranda, una vez que no se encontraba todavía clasificada, y porque se preveía que su coste iba a ser superior al permitido.

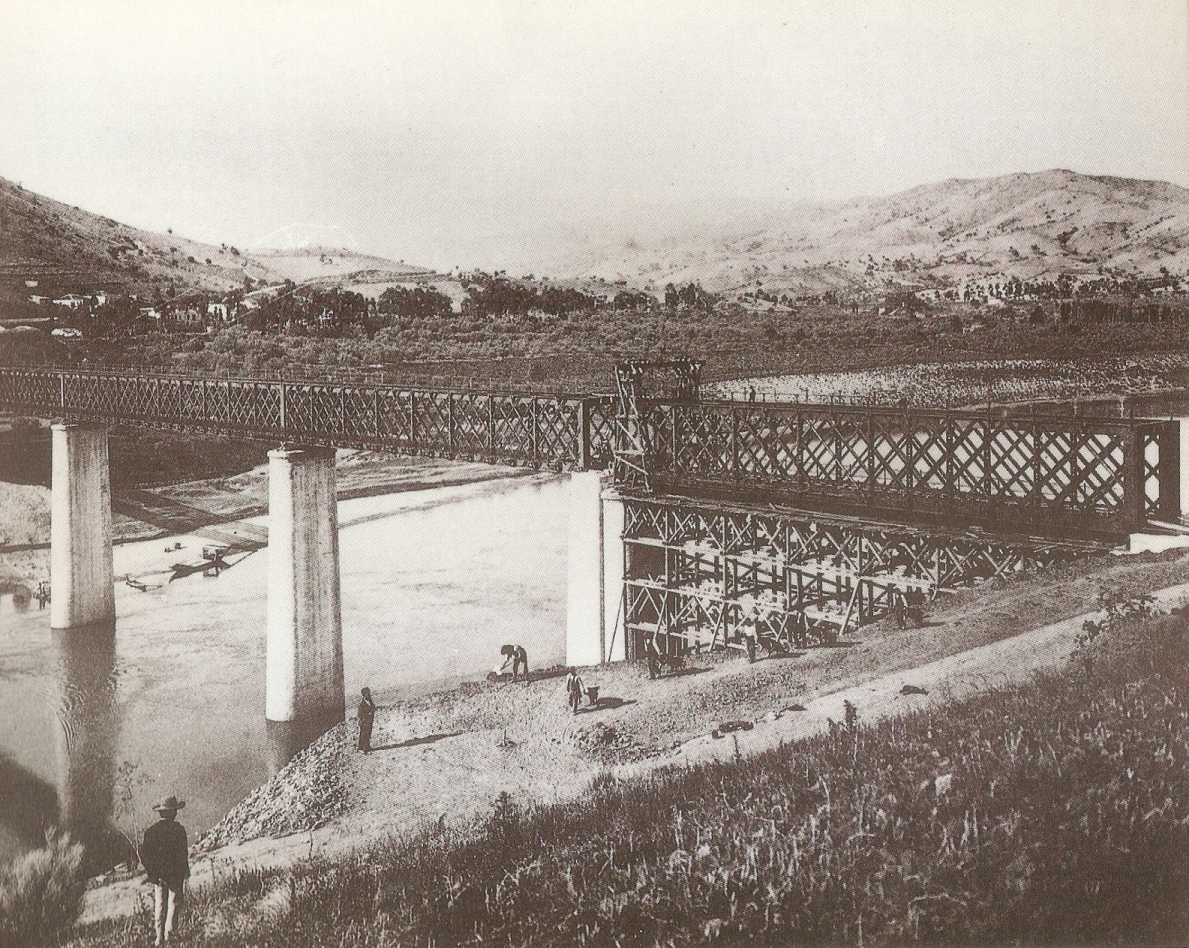
Construcción del puente de Pocinho, en 1904.

En diciembre de 1901, el Ministerio de Obras Públicas, Comercio e Industria encargó al consejo de administración de la compañía de los Caminhos de Ferro do Estado de preparar y abrir el concurso para la construcción del puente de Pocinho, y una ordenanza del 1 de diciembre de 1902 abrió un nuevo concurso para la construcción del puente, utilizando el ancho ibérico. La construcción fue concedida a la Empreza Industrial Portugueza. El lugar del puente fue bastante próximo al previsto en el anteproyecto de 1887, con una rasante en rampa para comenzar después de superar el desnivel existente entre el río y la meseta. En este momento, surgió la cuestión de si el ramal privado de las minas debería ir hasta Reboredo, o tener las dimensiones indispensables para el transporte de los minerales, previéndose que la construcción iba a ser bastante costosa y complicada, debido a las difíciles condiciones del terreno, por lo que la vía estrecha se presentaba más apta, debido a su mayor flexibilidad y adaptación al relieve. Hacer la línea en vía reducida sería, así, perder las ventajas inherentes a construir en ancho métrico. Por otro lado, la vía reducida permitiría evitar los transbordos de mineral en Pocinho, y reducir, así, los costes de transporte, que ya iban a ser bastante elevados, debido a la distancia a recorrer hasta el puerto de embarque. Además de esto, las vías entre las minas y la futura estación de Reboredo tendrían que ser en vía reducida, por lo que habría que realizar las operaciones de transbordo en aquella plataforma. Así, se llegó a la conclusión de que la utilización de dos anchos distintos sería innecesaria, debido a la facilidad con que los transbordos serían realizados en Pocinho, por lo que se decidió avanzar con la construcción de la línea en ancho métrico.
A principios de 1903, el ministro de Obras Públicas, Conde de Paçô Vieira, presentó una propuesta para la construcción, por parte del Estado, de varios ferrocarriles en Portugal, financiada por el Fondo Especial de Ferrocarriles, un órgano gubernamental de auxilio financiero a los ferrocarriles. La línea de Pocinho a Miranda también podría ser instalada por el Gobierno, o contratada, con acceso a las garantías de intereses. La atención prestada al transporte ferroviario por Paçô Vieira provocó una multiplicación de los requisitos y pedidos por parte de varias instituciones públicas y privadas, para la construcción de ferrocarriles; en el caso de la Línea del Sabor, fue la población de Miranda do Douro que más apoyó a este proyecto. Así, una ordenanza con fecha del 9 de marzo de 1903 ordenó la ejecución de los estudios para toda la línea, en vía métrica; este documento también procuró adjudicar la construcción y gestión de esta línea a la iniciativa particular, con una garantía de interesas del 5,5%.

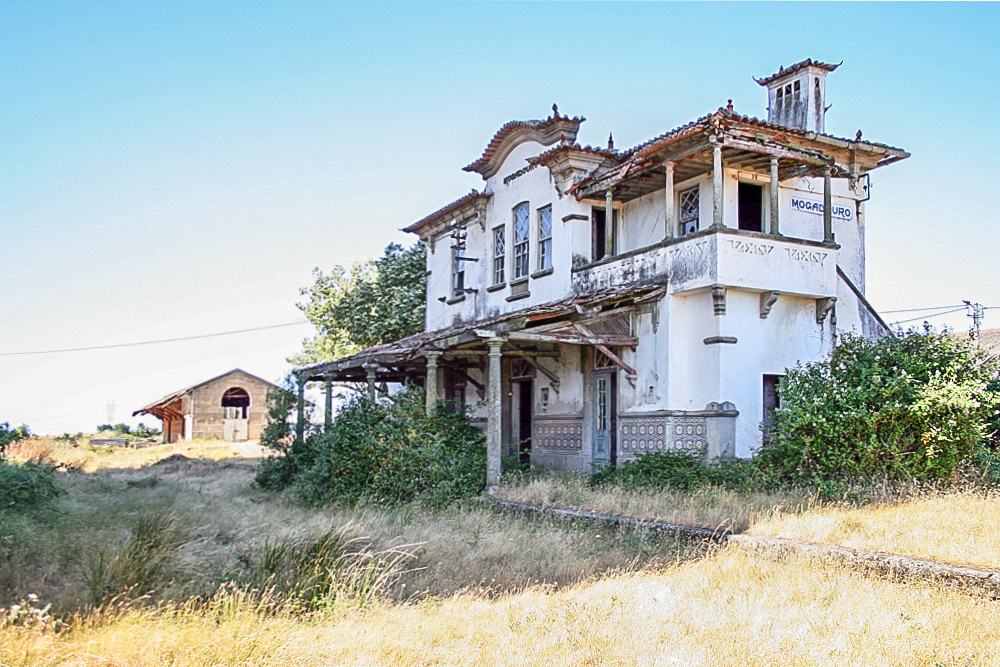
Antigua estación de Mogadouro, actualmente abandonada.

No obstante, esta iniciativa falló, por lo que una carta de ley del 1 de julio de 1903 autorizó al Estado portugués a construir directamente la línea de Pocinho a Miranda, utilizando los recursos del Fondo Especial. En ese mes, ya se habían iniciado los estudios de la primera sección de la línea, correspondiente al tramo entre Pocinho y Carviçais; el encargado de los estudios fue el ingeniero Themudo, bajo la dirección de Affonso Cabral. El proyecto para el puente de Pocinho ya había sido elaborado por Estevam Torres, siendo aceptado por el Consejo Superior de Obras Públicas.
El 15 del mismo mes, un decreto ordenó que el tramo en vía reducida fuese reducido, dejando de ir hasta Reboredo, y pasando a ser solo hasta el margen norte del río Duero, donde se establecería un punto de transbordo para los minerales; el resto de la línea sería en ancho métrico.
En octubre, los estudios para la primera sección de la línea estaban ya muy adelantados, previéndose el inicio de los trabajos también para ese año, a partir de la margen derecha del río Duero. Fue aplicada una remesa inicial de 50:000$000 reales para las obras, que sería reforzada en el año siguiente.
El 11 de noviembre, una ordenanza estableció que toda la línea debería ser en vía métrica, aunque el puente debería estar preparado para recibir ancho ibérico; de esta forma, el transbordo de las mercancías pasaría a ser realizado en la Estación de Pocinho, que tuvo que ser profundamente modificada, con el fin de acomodar estas nuevas funciones. Los planos para la línea y para el puente fueron aceptados, respectivamente, por las diligencias del 20 de junio y 8 de octubre del mismo año, y un decreto del 21 de octubre volvió a establecer los subsidios para la construcción.

### Construcción e inauguración

#### Tramo de Pocinho a Carviçais

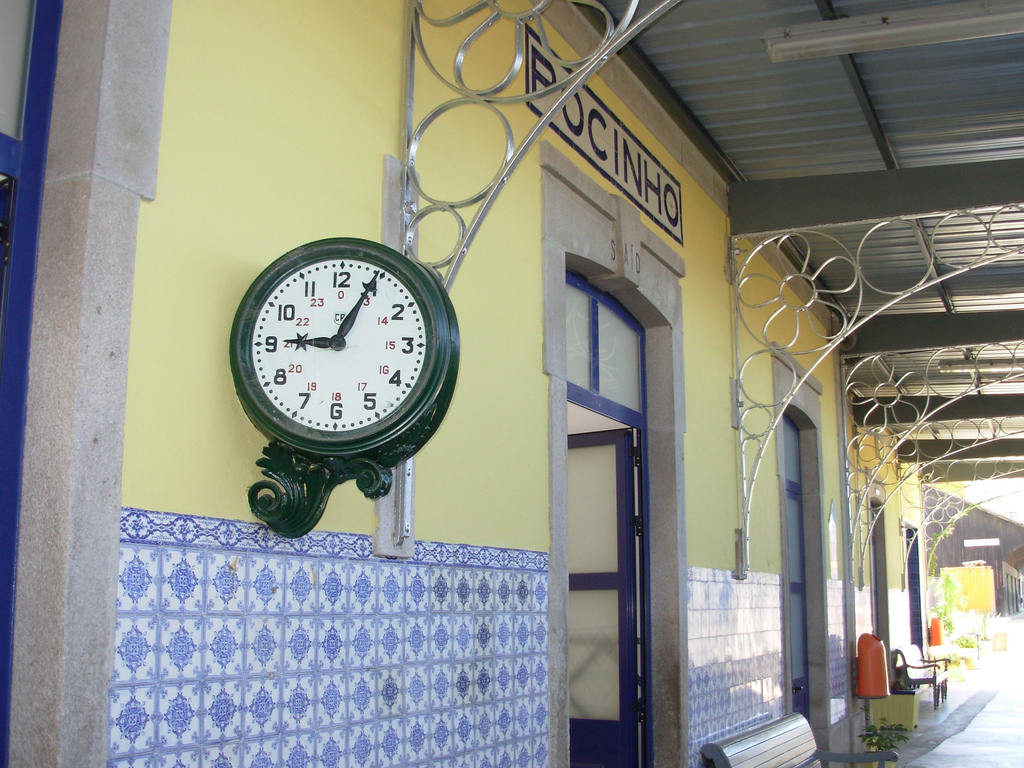
Estación de Pocinho.

El 15 de noviembre de 1903, fueron inauguradas oficialmente las obras en la Línea del Sabor, comenzando por el puente de Pocinho. El 14 de febrero de 1905, los Caminhos de Ferro do Estado marcaron, para el 21 de marzo, el concurso referente a las licitaciones B y C, en el tramo entre Pocinho y Moncorvo. En octubre de 1905, ya se estaban realizando los estudios para el tramo siguiente de la línea.
Las obras del puente terminaron en 1906, siendo inaugurado el primer tramo, entre Pocinho y Carviçais, el 17 de septiembre de 1911.

#### Tramo de Carviçais a Lagoaça
El 7 de octubre de 1925, un tren de adobes entre Lagoaça y Carviçais fue alcanzado por varios tiros junto a la localidad de Fornos, hiriendo gravemente a uno de los funcionarios; la composición retornó a la Estación de Lagoaça, que fue invadida por la población, con el objetivo de incendiar el tren. La tentativa falló gracias a la rápida intervención de la Guardia Nacional Republicana, que fue llamada al lugar. Este episodio demostró la animadversión que la población poseía contra la introducción del transporte ferroviario en aquella región.
| Línea  | 1914 | 1920 | 1922 | 1925 |
| ------ | ---- | ---- | ---- | ---- |
| Corgo  | 1,13 | 2,47 | 2,83 | 4,01 |
| Támega | 1,01 | 1,96 | 2,92 | 4,64 |
| Sabor  | 1,43 | 1,96 | 2,93 | 9,49 |

La constante desorganización administrativa de los Caminhos de Ferro do Estado, agravada por la inestabilidad política, y que se acentuó después de la Revuelta del 19 de octubre de 1921, tuvo efectos nefastos en la gestión de sus líneas, aumentando con ello el coeficiente de explotación. Las obras de construcción fueron interrumpidas, previéndose, en julio de 1926, que se iniciarían en breve las obras además de la Estación de Carviçais, hasta a Mogadouro. En ese año, los trabajos también estaban avanzando con dificultad, no siendo posible llevar la línea hasta Bruçó, como estaba previsto.
Como resultado de la situación en la que los Caminhos de Ferro do Estado se encontraban, el Estado resolvió pasar la gestión de las antiguas líneas de esta entidad a la Companhia dos Caminhos de Ferro Portugueses, el 27 de marzo de 1927. Fue, así, con la CP que se inauguró el tramo hasta Lagoaça, el 6 de julio de 1927. El 27 de enero de 1928, fue firmado el contrato de traspaso de las Líneas del Sabor y del Corgo, para la Companhia dos Caminhos de Ferro Portugueses, ya que debido su mayor experiencia en la gestión de líneas de vía estrecha, se presentaba más apropiada para explotar estas conexiones. El contrato tendría una duración de 30 años, entrando en vigor el 11 de marzo del mismo año. A cambio de la concesión, la compañía tendría que entregar al Estado una salario fijo, correspondiente al 6% de los billetes brutos de tráfico, y un salario variable, que se basaba en un porcentaje de los beneficios líquidos; la condición del salario fijo fue criticada, una vez que las líneas ya eran de por sí deficitarias, teniendo como principal función complementar el tráfico de pasajeros y mercancías en la Línea del Duero. En el caso de que las líneas diesen pérdidas, como así sucedió, el Estado cubriría hasta el 70% del déficit, excepto si esa situación se debiese a casos de fuerza mayor o de tarifas insuficientes.

#### Tramo de Lagoaça a Mogadouro
El Decreto 18190, del 28 de marzo de 1930, clasificó oficialmente la Línea del Sabor hasta Vimioso, con conexión a las Canteras de Santo Adrião; se encontraba, igualmente, incluida la Transversal de Chacim, que uniría Macedo de Cavalleros al Mogadouro, transitando por la localidad de Chacim.
La Companhia dos Caminhos de Ferro Portugueses se encargó así de la construcción del contrato N1, correspondiente al tramo de Lagoaça a Mogadouro, y que entró en servicio el 1 de julio de 1930; sin embargo, la Dirección General de Ferrocarriles entendió que el antiguo plan de los trabajos para aquel tramo estaba incompleto, y por esto ordenó que fuesen realizados varios proyectos y obras, para dos casas de partido de conservación, viviendas para los cargadores en Bruçó y Vilar do Rei y para el personal bracero en Mogadouro, un muelle cubierto para mercancías, en Vilar do Rei, y un muelle descubierto en Mogadouro. Debido, no obstante, a atrasos en la aprobación de estas inversiones, su construcción solo se pudo iniciar en agosto de 1930, habiéndose completado en 1932, junto con las últimas obras de asentamiento en aquel tramo, y estaba en construcción el tramo entre Mogadouro y Urrós.

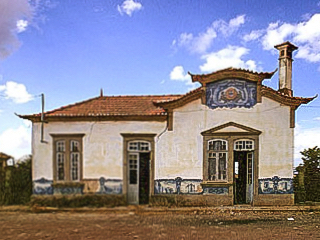
Estación de Sendim, en 1995.

#### Tramo de Mogadouro a Duas Igrejas-Miranda
Entre tanto, continuaron los problemas de explotación; aunque la Companhia dos Caminhos de Ferro Portugueses había conseguido mejorar la gestión de la línea, lo que se reflejó en la reducción de los gastos y en consecuencia en el coeficiente de explotación, que bajó de una media de 9,84 entre 1923 y 1925, a una media de 1,78, entre 1929 a 1933, el balance continuaba siendo negativo. Para conseguir el pago del 70% del déficit por parte del Estado, como había sido acordado anteriormente, la Companhia dos Caminhos de Ferro Portugueses tuvo que recurrir a los tribunales; el Tribunal Arbitral, en un acuerdo del 5 de julio de 1932, dio la razón a la compañía, declarando que esta no podía ser culpada de las condiciones en que operaba, debido a los difíciles trazados de las líneas y a los problemas con el material circulante, que ya era anterior a los contratos; por otro lado, estos factores explicaban, igualmente, la insuficiencia de las tarifas para cubrir los gastos. De esta forma, el Estado fue condenado a pagar 2 764 000$00 escudos, por compensación del déficit entre 1929 y 1931, relativo a las Líneas del Sabor y del Corgo. Otros factores que fueron apuntados como causantes de esta situación fueron la crisis económica que se hizo sentir en aquel momento, y el fuerte desarrollo del transporte por carretera.
En 1932, comenzaron los servicios de envíos postales en esta línea, que serían suprimidos en 1972.
En 1933, fue colocada una traviesa de hierro sobre los carriles, junto a la estación de Mogadouro, para descarrilar el servicio de correo proveniente de Pocinho. El maquinista consiguió parar la composición, evitando así un accidente.

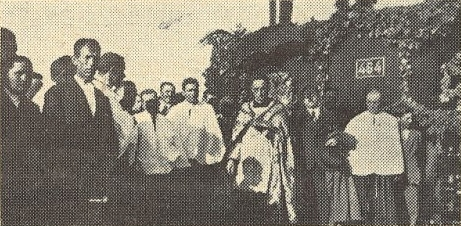
Bendición inaugural del tren en la estación de Mogadouro.

El 15 de noviembre de 1934, una comisión de Miranda do Douro fue recibida por el ministro Duarte Pacheco, pidiendo que fuese construida una variante a la Línea del Sabor. En ese año, continuaron las obras entre Mogadouro y Urrós, y fue balastrado, con piedra porosa, el tramo entre Pocinho y Moncorvo. También en el mismo año, el Consejo Superior de Ferrocarriles se encontraba estudiando una forma de mejorar las condiciones en que la Línea estaba siendo operada; de este modo, la situación de la Companhia dos Caminhos de Ferro Portugueses continuaba siendo muy negativa, estando la empresa al borde de la quiebra, o de abandonar la gestión de las Líneas del Sabor y Corgo. Una comisión que había sido formada para estudiar este problema apuntó a un estudio del ingeniero Alexandre de Vasconcelos y Sá, que defendía el uso de automotores, permitían separar el transporte de mercancías y de pasajeros, y reducir considerablemente las gastos de explotación.
Al año siguiente, continuaron las obras hasta Urrós, y fue abierto el concurso para la construcción del tramo desde aquella estación hasta Duas Igrejas. En ese año, la Companhia dos Caminhos de Ferro Portugueses renovó los componentes metálicos de la vía entre Pocinho y Moncorvo. En la reunión del Consejo de Ministros del 10 de enero de 1934, fue aprobada la minuta del contrato para el tercer contrato de la línea, que consistió en los desmontes e instalación de las infraestructuras de vía y de las estaciones, cables telefónicos, y rutas de acceso a Sendim y Duas Igrejas.
El tramo hasta Duas Igrejas-Miranda fue inaugurado el 22 de mayo de 1938. El puente fue construido con la resistencia necesaria a una posible adaptación a vía ancha.

### Movimiento de mercancías
Este ferrocarril fue utilizado para importar adobes y cereal de adobes para esta región y transportar la producción agrícola, además de los minerales de extracción, eran exportadas naranjas de Mazouco, madera de Lagoaça y de Felgar, mantas y mazorcas de maíz de Miranda do Douro, cerezas de Variz, y recuerdos del Niño Jesus de Cartolinha.

### Cierre

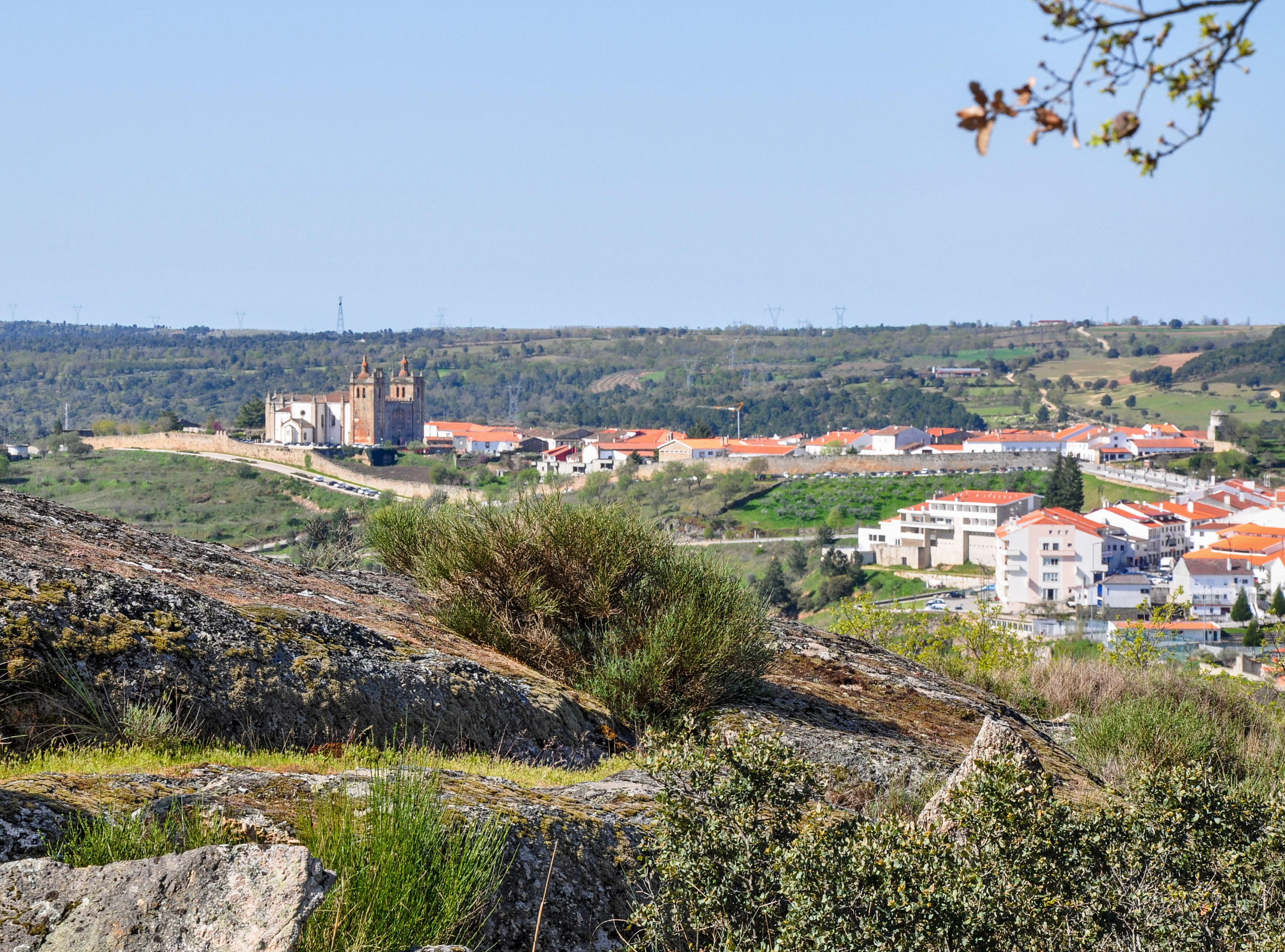
La zona donde acaba la línea se conoce como el planalto mirandés, dentro del Parque natural del Duero Internacional, distrito de Braganza.

Todos los servicios ferroviarios en la Línea del Sabor fueron suspendidos en 1988.

### Reapertura y transformación en vía verde
Entre finales de 2011 y principios de 2012, fue anunciado que la empresa multinacional anglo-australiana Rio Tinto Company Limited estaba planeando varias inversiones con el fin de reabrir las Minas de Moncorvo. Una de las soluciones presentadas para asegurar el transporte del mineral pasaba la utilización del ferrocarril de la Línea del Sabor hasta Pocinho, utilizando los trenes de la red existente hasta los Puertos de Leixões o Aveiro. Se propuso reavivar el antiguo proyecto de construcción de una línea entre Pocinho y Vila Franca das Naves, en la Línea de la Beira Alta, como forma de facilitar el transporte de mineral a España. No obstante, la compañía desmintió estas noticias, habiendo acusado a la prensa portuguesa de especulación.
A comienzos de 2012, la Red Ferroviaria Nacional declaró que pretendía transformar todo el antiguo trazado de la Línea del Sabor en una vía verde, aprovechando el hecho de que la vía atravesaba el parque natural del Duero Internacional.